# Synallaxe à filets
Leptasthenura setaria
Espèce
Répartition géographique
Statut de conservation UICN

 LC  : Préoccupation mineure
Le Synallaxe à filets (Leptasthenura setaria), aussi appelé Fournier de araucaria est une espèce de passereaux de la famille des Furnariidae. Il a été décrit par Temminck en 1824.

## Habitat
Il fréquente les milieux d'Araucaria angustifolia.

## Répartition
Son aire s'étend notamment à travers le sud de la forêt atlantique.

## Menaces
Le Synallaxe à filets est considéré comme quasi-menacé.